# فولتا مورسيا 2024
فولتا مورسيا 2024 (بالإسبانية: Vuelta a Murcia 2024)‏ هو سباق دراجات هوائية من فئة  سباق يوم واحد، وهو الموسم الرابع والأربعين من فولتا مورسيا، وأقيم في 10 فبراير 2024 ضمن سباقات طواف أوروبا للدراجات 2024.
فاز بالمركز الأول بين أوكونور، وفاز بالمركز الثاني جان تراتنيك، وفاز بالمركز الثالث تيم فيلانز.

## الفرق
| فرق عالمية (9)- Bora-Hansgrohe - Cofidis - Decathlon-AG2R La Mondiale - Groupama-FDJ - Ineos Grenadiers - Intermarché-Wanty - Movistar Team - Team Visma \| Lease a Bike - UAE Team Emirates فرق برو (9)- برجس بي إتش 2024 ‏ - كاجا رورال-سيغوروس 2024 ‏ - أوسكالتيل أوسكادي 2024 ‏ - Equipo Kern Pharma ‏ - Lotto Dstny - Q36.5 Pro Cycling Team ‏ - سبورت فلاندرين بالويس ‏ - TotalEnergies - سويس ريسينغ أكادمي 2024 ‏ فريق قاري- Illes Balears Arabay Cycling ‏ |  |
| |  |

## المشاركون
| Ineos Grenadiers IGD | Ineos Grenadiers IGD       | Ineos Grenadiers IGD |
| -------------------- | -------------------------- | -------------------- |
| م                    | عداء                       | مرتبة                |
| 1                    | بن تورنر                   | 48                   |
| 2                    | Andrew August ‏             | 52                   |
| 3                    | إيثان هايتر                | لم يكمل السباق       |
| 4                    | Michael Leonard (cyclist) ‏ | لم يكمل السباق       |
| 5                    | ميكال كوياتكووسكي          | 4                    |
| 6                    | سالفاتوري بوتشيو           | 64                   |
| 7                    | عمر فريل                   | 27                   |

| UAE Team Emirates UAD | UAE Team Emirates UAD | UAE Team Emirates UAD |
| --------------------- | --------------------- | --------------------- |
| م                     | عداء                  | مرتبة                 |
| 11                    | Alessandro Covi ‏      | 7                     |
| 12                    | Igor Arrieta ‏         | 13                    |
| 13                    | Luca Giaimi ‏          | لم يكمل السباق        |
| 14                    | Jonathan Guatibonza ‏  | لم يكمل السباق        |
| 15                    | رافال مايكا           | 61                    |
| 16                    | دومين نوفاك           | لم يكمل السباق        |
| 17                    | تيم فيلانز            | 3                     |

| Team Visma \| Lease a Bike TVL | Team Visma \| Lease a Bike TVL | Team Visma \| Lease a Bike TVL |
| ------------------------------ | ------------------------------ | ------------------------------ |
| م                              | عداء                           | مرتبة                          |
| 21                             | سيب كوس                        | 36                             |
| 22                             | روبرت جاسنك                    | 59                             |
| 23                             | Mick van Dijke ‏                | 9                              |
| 24                             | Loe van Belle ‏                 | 34                             |
| 25                             | بير ستراند هاجينز              | 33                             |
| 26                             | توش فان دير ساندي              | 69                             |
| 27                             | جان تراتنيك                    | 2                              |

| Movistar Team MOV | Movistar Team MOV     | Movistar Team MOV |
| ----------------- | --------------------- | ----------------- |
| م                 | عداء                  | مرتبة             |
| 31                | Jorge Arcas ‏          | 65                |
| 32                | ويل بارتا             | 17                |
| 33                | ريمي كافانيا          | 45                |
| 34                | خافيير رومو ‏          | لم يكمل السباق    |
| 35                | غريغور مولبرغر (طريق) | 32                |
| 36                | Mathias Norsgaard ‏    | 46                |
| 37                | غونزالو سيرانو        | 21                |

| Cofidis COF | Cofidis COF    | Cofidis COF    |
| ----------- | -------------- | -------------- |
| م           | عداء           | مرتبة          |
| 41          | جون ازقيراي    | 12             |
| 42          | بيت اليجارت    | لم يكمل السباق |
| 43          | روبين فرنانديز | 54             |
| 44          | Milan Fretin ‏  | لم يكمل السباق |
| 45          | جوركا إيزاجير  | 28             |
| 46          | Axel Mariault ‏ | 58             |

| Intermarché-Wanty IWA | Intermarché-Wanty IWA | Intermarché-Wanty IWA |
| --------------------- | --------------------- | --------------------- |
| م                     | عداء                  | مرتبة                 |
| 51                    | آرنه ماريت ‏           | 30                    |
| 52                    | Zeno Moonen‏           | لم يكمل السباق        |
| 53                    | هوغو بيج ‏             | 16                    |
| 54                    | أدريان بيتي           | لم يكمل السباق        |
| 55                    | Sacha Prestianni‏      | 50                    |
| 56                    | Gijs Van Hoecke ‏      | لم يكمل السباق        |
| 57                    | Boy van Poppel ‏       | لم يكمل السباق        |

| Groupama-FDJ GFC | Groupama-FDJ GFC      | Groupama-FDJ GFC |
| ---------------- | --------------------- | ---------------- |
| م                | عداء                  | مرتبة            |
| 61               | Lewis Askey ‏          | 25               |
| 62               | Cyril Barthe ‏         | لم يكمل السباق   |
| 63               | أوليفييه لو جاك       | 63               |
| 64               | فالنتين مادواس (طريق) | 5                |
| 65               | كليمنت روسو           | 44               |
| 66               | مارك ساريو            | لم يكمل السباق   |
| 67               | Noah Hobbs ‏           | لم يكمل السباق   |

| Bora-Hansgrohe BOH | Bora-Hansgrohe BOH | Bora-Hansgrohe BOH |
| ------------------ | ------------------ | ------------------ |
| م                  | عداء               | مرتبة              |
| 71                 | بوب جونهيلس        | 18                 |
| 72                 | سيرجيو هيغويتا     | 6                  |
| 73                 | دانييل مارتينيز    | 14                 |
| 74                 | Jordi Meeus ‏       | لم يكمل السباق     |
| 75                 | ماكسيميليان شاخمان | 41                 |
| 76                 | ماركو هالر         | لم يكمل السباق     |
| 77                 | Alexander Hajek ‏   | 56                 |

| Decathlon-AG2R La Mondiale DAT | Decathlon-AG2R La Mondiale DAT | Decathlon-AG2R La Mondiale DAT |
| ------------------------------ | ------------------------------ | ------------------------------ |
| م                              | عداء                           | مرتبة                          |
| 81                             | Jordan Labrosse ‏               | 60                             |
| 82                             | Valentin Retailleau ‏           | لم يكمل السباق                 |
| 83                             | Paul Lapeira ‏                  | 24                             |
| 84                             | بين أوكونور                    | 1                              |
| 85                             | Nicolas Prodhomme ‏             | 26                             |
| 86                             | Bastien Tronchon ‏              | لم يكمل السباق                 |
| 87                             | أندريا فيندرام                 | 22                             |

| Equipo Kern Pharma ‏ EKP | Equipo Kern Pharma ‏ EKP    | Equipo Kern Pharma ‏ EKP |
| ----------------------- | -------------------------- | ----------------------- |
| م                       | عداء                       | مرتبة                   |
| 91                      | Antonio Jesús Soto ‏        | 19                      |
| 92                      | Pau Miquel ‏                | لم يكمل السباق          |
| 93                      | Diego Uriarte ‏             | لم يكمل السباق          |
| 94                      | فرنسيسكو غالفان            | لم يكمل السباق          |
| 95                      | Álex Jaime ‏                | لم يكمل السباق          |
| 96                      | مارتي ماركيز               | لم يكمل السباق          |
| 97                      | Eugenio Sánchez (cyclist) ‏ | لم يكمل السباق          |

| كاجا رورال-سيغوروس ‏ CJR | كاجا رورال-سيغوروس ‏ CJR | كاجا رورال-سيغوروس ‏ CJR |
| ----------------------- | ----------------------- | ----------------------- |
| م                       | عداء                    | مرتبة                   |
| 101                     | Orluis Aular ‏ (طريق)    | 42                      |
| 102                     | Fernando Barceló ‏       | لم يكمل السباق          |
| 103                     | Sebastian Berwick ‏      | لم يكمل السباق          |
| 104                     | جيفرسون سيبيدا          | 35                      |
| 105                     | Samuel Fernández ‏       | لم يكمل السباق          |
| 106                     | Joel Nicolau ‏           | 31                      |
| 107                     | Mulu Hailemichael ‏      | لم يكمل السباق          |

| أوسكالتيل أوسكادي ‏ EUS | أوسكالتيل أوسكادي ‏ EUS    | أوسكالتيل أوسكادي ‏ EUS |
| ---------------------- | ------------------------- | ---------------------- |
| م                      | عداء                      | مرتبة                  |
| 111                    | Enekoitz Azparren ‏        | 62                     |
| 112                    | Xabier Berasategi ‏        | 39                     |
| 113                    | Joan Bou ‏                 | 20                     |
| 114                    | Unai Cuadrado ‏            | لم يكمل السباق         |
| 115                    | Mikel Iturria ‏            | 38                     |
| 116                    | لويس أنخيل ماتي           | 53                     |
| 117                    | Andoni López de Abetxuko ‏ | لم يكمل السباق         |

| برجس بي إتش ‏ BBH | برجس بي إتش ‏ BBH         | برجس بي إتش ‏ BBH |
| ---------------- | ------------------------ | ---------------- |
| م                | عداء                     | مرتبة            |
| 121              | Sinuhé Fernández ‏        | لم يكمل السباق   |
| 122              | Georgios Bouglas ‏ (طريق) | لم يكمل السباق   |
| 123              | Ander Okamika ‏           | 57               |
| 124              | Antonio Angulo ‏          | لم يكمل السباق   |
| 125              | Eric Fagúndez ‏           | 67               |
| 126              | Karel Vacek ‏             | لم يكمل السباق   |
| 127              | خوسيه مانويل دياز        | 66               |

| Lotto Dstny LTD | Lotto Dstny LTD     | Lotto Dstny LTD |
| --------------- | ------------------- | --------------- |
| م               | عداء                | مرتبة           |
| 131             | ارنو دي لاي         | لم يكمل السباق  |
| 132             | Cédric Beullens ‏    | 29              |
| 133             | جاسبر دي بويست      | 37              |
| 134             | Sylvain Moniquet ‏   | 23              |
| 135             | Mathijs Paasschens ‏ | لم يكمل السباق  |
| 136             | Jarne Van de Paar ‏  | لم يكمل السباق  |
| 137             | Florian Vermeersch ‏ | لم يكمل السباق  |

| TotalEnergies TEN | TotalEnergies TEN  | TotalEnergies TEN |
| ----------------- | ------------------ | ----------------- |
| م                 | عداء               | مرتبة             |
| 141               | Steff Cras ‏        | 8                 |
| 142               | Thomas Gachignard ‏ | 47                |
| 143               | Emilien Jeannière ‏ | لم يكمل السباق    |
| 144               | Jordan Jegat ‏      | لم يكمل السباق    |
| 146               | Baptiste Vadic ‏    | لم يكمل السباق    |
| 147               | دريس فان جيستل     | 49                |

| سبورت فلاندرين بالويس ‏ TFB | سبورت فلاندرين بالويس ‏ TFB | سبورت فلاندرين بالويس ‏ TFB |
| -------------------------- | -------------------------- | -------------------------- |
| م                          | عداء                       | مرتبة                      |
| 151                        | Kamiel Bonneu ‏             | لم يكمل السباق             |
| 152                        | Toon Clynhens ‏             | لم يكمل السباق             |
| 153                        | Elias Maris ‏               | 51                         |
| 154                        | Vincent Van Hemelen ‏       | لم يكمل السباق             |
| 155                        | Yentl Vandevelde ‏          | لم يكمل السباق             |
| 156                        | Ward Vanhoof ‏              | لم يكمل السباق             |
| 157                        | Victor Vercouillie ‏        | لم يكمل السباق             |

| Q36.5 Pro Cycling Team ‏ Q36 | Q36.5 Pro Cycling Team ‏ Q36 | Q36.5 Pro Cycling Team ‏ Q36 |
| --------------------------- | --------------------------- | --------------------------- |
| م                           | عداء                        | مرتبة                       |
| 161                         | جيانلوكا برامبيلا           | 10                          |
| 162                         | Marcel Camprubí ‏            | لم يكمل السباق              |
| 163                         | ديفيد دي لا كروز            | 68                          |
| 164                         | مارك دونوفان                | 11                          |
| 165                         | Nicolò Parisini ‏            | لم يكمل السباق              |
| 166                         | توبياس لودفيجسون            | 40                          |
| 167                         | روري تاونسند ‏               | لم يكمل السباق              |

| سويس ريسينغ أكادمي ‏ TUD | سويس ريسينغ أكادمي ‏ TUD   | سويس ريسينغ أكادمي ‏ TUD |
| ----------------------- | ------------------------- | ----------------------- |
| م                       | عداء                      | مرتبة                   |
| 171                     | Sebastian Kolze Changizi ‏ | لم يكمل السباق          |
| 172                     | Juan David Sierra ‏        | لم يكمل السباق          |
| 173                     | Robin Froidevaux ‏         | لم يكمل السباق          |
| 175                     | Petr Kelemen ‏             | لم يكمل السباق          |
| 176                     | ألكسندر كرايغر            | 43                      |
| 177                     | ماتيو ترينتين             | 15                      |

| Illes Balears Arabay Cycling ‏ IBA | Illes Balears Arabay Cycling ‏ IBA | Illes Balears Arabay Cycling ‏ IBA |
| --------------------------------- | --------------------------------- | --------------------------------- |
| م                                 | عداء                              | مرتبة                             |
| 181                               | Alex Molenaar ‏                    | لم يكمل السباق                    |
| 182                               | ESP                               | لم يكمل السباق                    |
| 183                               | Arnau Gilabert‏                    | لم يكمل السباق                    |
| 184                               | ESP                               | لم يكمل السباق                    |
| 185                               | Asier Pablo González‏              | لم يكمل السباق                    |
| 186                               | Pau Llaneras ‏                     | لم يكمل السباق                    |
| 187                               | José María García ‏                | 55                                |

| Ineos Grenadiers IGD | Ineos Grenadiers IGD       | Ineos Grenadiers IGD |
| -------------------- | -------------------------- | -------------------- |
| م                    | عداء                       | مرتبة                |
| 1                    | بن تورنر                   | 48                   |
| 2                    | Andrew August ‏             | 52                   |
| 3                    | إيثان هايتر                | لم يكمل السباق       |
| 4                    | Michael Leonard (cyclist) ‏ | لم يكمل السباق       |
| 5                    | ميكال كوياتكووسكي          | 4                    |
| 6                    | سالفاتوري بوتشيو           | 64                   |
| 7                    | عمر فريل                   | 27                   |

| UAE Team Emirates UAD | UAE Team Emirates UAD | UAE Team Emirates UAD |
| --------------------- | --------------------- | --------------------- |
| م                     | عداء                  | مرتبة                 |
| 11                    | Alessandro Covi ‏      | 7                     |
| 12                    | Igor Arrieta ‏         | 13                    |
| 13                    | Luca Giaimi ‏          | لم يكمل السباق        |
| 14                    | Jonathan Guatibonza ‏  | لم يكمل السباق        |
| 15                    | رافال مايكا           | 61                    |
| 16                    | دومين نوفاك           | لم يكمل السباق        |
| 17                    | تيم فيلانز            | 3                     |

| Team Visma \| Lease a Bike TVL | Team Visma \| Lease a Bike TVL | Team Visma \| Lease a Bike TVL |
| ------------------------------ | ------------------------------ | ------------------------------ |
| م                              | عداء                           | مرتبة                          |
| 21                             | سيب كوس                        | 36                             |
| 22                             | روبرت جاسنك                    | 59                             |
| 23                             | Mick van Dijke ‏                | 9                              |
| 24                             | Loe van Belle ‏                 | 34                             |
| 25                             | بير ستراند هاجينز              | 33                             |
| 26                             | توش فان دير ساندي              | 69                             |
| 27                             | جان تراتنيك                    | 2                              |

| Movistar Team MOV | Movistar Team MOV     | Movistar Team MOV |
| ----------------- | --------------------- | ----------------- |
| م                 | عداء                  | مرتبة             |
| 31                | Jorge Arcas ‏          | 65                |
| 32                | ويل بارتا             | 17                |
| 33                | ريمي كافانيا          | 45                |
| 34                | خافيير رومو ‏          | لم يكمل السباق    |
| 35                | غريغور مولبرغر (طريق) | 32                |
| 36                | Mathias Norsgaard ‏    | 46                |
| 37                | غونزالو سيرانو        | 21                |

| Cofidis COF | Cofidis COF    | Cofidis COF    |
| ----------- | -------------- | -------------- |
| م           | عداء           | مرتبة          |
| 41          | جون ازقيراي    | 12             |
| 42          | بيت اليجارت    | لم يكمل السباق |
| 43          | روبين فرنانديز | 54             |
| 44          | Milan Fretin ‏  | لم يكمل السباق |
| 45          | جوركا إيزاجير  | 28             |
| 46          | Axel Mariault ‏ | 58             |

| Intermarché-Wanty IWA | Intermarché-Wanty IWA | Intermarché-Wanty IWA |
| --------------------- | --------------------- | --------------------- |
| م                     | عداء                  | مرتبة                 |
| 51                    | آرنه ماريت ‏           | 30                    |
| 52                    | Zeno Moonen‏           | لم يكمل السباق        |
| 53                    | هوغو بيج ‏             | 16                    |
| 54                    | أدريان بيتي           | لم يكمل السباق        |
| 55                    | Sacha Prestianni‏      | 50                    |
| 56                    | Gijs Van Hoecke ‏      | لم يكمل السباق        |
| 57                    | Boy van Poppel ‏       | لم يكمل السباق        |

| Groupama-FDJ GFC | Groupama-FDJ GFC      | Groupama-FDJ GFC |
| ---------------- | --------------------- | ---------------- |
| م                | عداء                  | مرتبة            |
| 61               | Lewis Askey ‏          | 25               |
| 62               | Cyril Barthe ‏         | لم يكمل السباق   |
| 63               | أوليفييه لو جاك       | 63               |
| 64               | فالنتين مادواس (طريق) | 5                |
| 65               | كليمنت روسو           | 44               |
| 66               | مارك ساريو            | لم يكمل السباق   |
| 67               | Noah Hobbs ‏           | لم يكمل السباق   |

| Bora-Hansgrohe BOH | Bora-Hansgrohe BOH | Bora-Hansgrohe BOH |
| ------------------ | ------------------ | ------------------ |
| م                  | عداء               | مرتبة              |
| 71                 | بوب جونهيلس        | 18                 |
| 72                 | سيرجيو هيغويتا     | 6                  |
| 73                 | دانييل مارتينيز    | 14                 |
| 74                 | Jordi Meeus ‏       | لم يكمل السباق     |
| 75                 | ماكسيميليان شاخمان | 41                 |
| 76                 | ماركو هالر         | لم يكمل السباق     |
| 77                 | Alexander Hajek ‏   | 56                 |

| Decathlon-AG2R La Mondiale DAT | Decathlon-AG2R La Mondiale DAT | Decathlon-AG2R La Mondiale DAT |
| ------------------------------ | ------------------------------ | ------------------------------ |
| م                              | عداء                           | مرتبة                          |
| 81                             | Jordan Labrosse ‏               | 60                             |
| 82                             | Valentin Retailleau ‏           | لم يكمل السباق                 |
| 83                             | Paul Lapeira ‏                  | 24                             |
| 84                             | بين أوكونور                    | 1                              |
| 85                             | Nicolas Prodhomme ‏             | 26                             |
| 86                             | Bastien Tronchon ‏              | لم يكمل السباق                 |
| 87                             | أندريا فيندرام                 | 22                             |

| Equipo Kern Pharma ‏ EKP | Equipo Kern Pharma ‏ EKP    | Equipo Kern Pharma ‏ EKP |
| ----------------------- | -------------------------- | ----------------------- |
| م                       | عداء                       | مرتبة                   |
| 91                      | Antonio Jesús Soto ‏        | 19                      |
| 92                      | Pau Miquel ‏                | لم يكمل السباق          |
| 93                      | Diego Uriarte ‏             | لم يكمل السباق          |
| 94                      | فرنسيسكو غالفان            | لم يكمل السباق          |
| 95                      | Álex Jaime ‏                | لم يكمل السباق          |
| 96                      | مارتي ماركيز               | لم يكمل السباق          |
| 97                      | Eugenio Sánchez (cyclist) ‏ | لم يكمل السباق          |

| كاجا رورال-سيغوروس ‏ CJR | كاجا رورال-سيغوروس ‏ CJR | كاجا رورال-سيغوروس ‏ CJR |
| ----------------------- | ----------------------- | ----------------------- |
| م                       | عداء                    | مرتبة                   |
| 101                     | Orluis Aular ‏ (طريق)    | 42                      |
| 102                     | Fernando Barceló ‏       | لم يكمل السباق          |
| 103                     | Sebastian Berwick ‏      | لم يكمل السباق          |
| 104                     | جيفرسون سيبيدا          | 35                      |
| 105                     | Samuel Fernández ‏       | لم يكمل السباق          |
| 106                     | Joel Nicolau ‏           | 31                      |
| 107                     | Mulu Hailemichael ‏      | لم يكمل السباق          |

| أوسكالتيل أوسكادي ‏ EUS | أوسكالتيل أوسكادي ‏ EUS    | أوسكالتيل أوسكادي ‏ EUS |
| ---------------------- | ------------------------- | ---------------------- |
| م                      | عداء                      | مرتبة                  |
| 111                    | Enekoitz Azparren ‏        | 62                     |
| 112                    | Xabier Berasategi ‏        | 39                     |
| 113                    | Joan Bou ‏                 | 20                     |
| 114                    | Unai Cuadrado ‏            | لم يكمل السباق         |
| 115                    | Mikel Iturria ‏            | 38                     |
| 116                    | لويس أنخيل ماتي           | 53                     |
| 117                    | Andoni López de Abetxuko ‏ | لم يكمل السباق         |

| برجس بي إتش ‏ BBH | برجس بي إتش ‏ BBH         | برجس بي إتش ‏ BBH |
| ---------------- | ------------------------ | ---------------- |
| م                | عداء                     | مرتبة            |
| 121              | Sinuhé Fernández ‏        | لم يكمل السباق   |
| 122              | Georgios Bouglas ‏ (طريق) | لم يكمل السباق   |
| 123              | Ander Okamika ‏           | 57               |
| 124              | Antonio Angulo ‏          | لم يكمل السباق   |
| 125              | Eric Fagúndez ‏           | 67               |
| 126              | Karel Vacek ‏             | لم يكمل السباق   |
| 127              | خوسيه مانويل دياز        | 66               |

| Lotto Dstny LTD | Lotto Dstny LTD     | Lotto Dstny LTD |
| --------------- | ------------------- | --------------- |
| م               | عداء                | مرتبة           |
| 131             | ارنو دي لاي         | لم يكمل السباق  |
| 132             | Cédric Beullens ‏    | 29              |
| 133             | جاسبر دي بويست      | 37              |
| 134             | Sylvain Moniquet ‏   | 23              |
| 135             | Mathijs Paasschens ‏ | لم يكمل السباق  |
| 136             | Jarne Van de Paar ‏  | لم يكمل السباق  |
| 137             | Florian Vermeersch ‏ | لم يكمل السباق  |

| TotalEnergies TEN | TotalEnergies TEN  | TotalEnergies TEN |
| ----------------- | ------------------ | ----------------- |
| م                 | عداء               | مرتبة             |
| 141               | Steff Cras ‏        | 8                 |
| 142               | Thomas Gachignard ‏ | 47                |
| 143               | Emilien Jeannière ‏ | لم يكمل السباق    |
| 144               | Jordan Jegat ‏      | لم يكمل السباق    |
| 146               | Baptiste Vadic ‏    | لم يكمل السباق    |
| 147               | دريس فان جيستل     | 49                |

| سبورت فلاندرين بالويس ‏ TFB | سبورت فلاندرين بالويس ‏ TFB | سبورت فلاندرين بالويس ‏ TFB |
| -------------------------- | -------------------------- | -------------------------- |
| م                          | عداء                       | مرتبة                      |
| 151                        | Kamiel Bonneu ‏             | لم يكمل السباق             |
| 152                        | Toon Clynhens ‏             | لم يكمل السباق             |
| 153                        | Elias Maris ‏               | 51                         |
| 154                        | Vincent Van Hemelen ‏       | لم يكمل السباق             |
| 155                        | Yentl Vandevelde ‏          | لم يكمل السباق             |
| 156                        | Ward Vanhoof ‏              | لم يكمل السباق             |
| 157                        | Victor Vercouillie ‏        | لم يكمل السباق             |

| Q36.5 Pro Cycling Team ‏ Q36 | Q36.5 Pro Cycling Team ‏ Q36 | Q36.5 Pro Cycling Team ‏ Q36 |
| --------------------------- | --------------------------- | --------------------------- |
| م                           | عداء                        | مرتبة                       |
| 161                         | جيانلوكا برامبيلا           | 10                          |
| 162                         | Marcel Camprubí ‏            | لم يكمل السباق              |
| 163                         | ديفيد دي لا كروز            | 68                          |
| 164                         | مارك دونوفان                | 11                          |
| 165                         | Nicolò Parisini ‏            | لم يكمل السباق              |
| 166                         | توبياس لودفيجسون            | 40                          |
| 167                         | روري تاونسند ‏               | لم يكمل السباق              |

| سويس ريسينغ أكادمي ‏ TUD | سويس ريسينغ أكادمي ‏ TUD   | سويس ريسينغ أكادمي ‏ TUD |
| ----------------------- | ------------------------- | ----------------------- |
| م                       | عداء                      | مرتبة                   |
| 171                     | Sebastian Kolze Changizi ‏ | لم يكمل السباق          |
| 172                     | Juan David Sierra ‏        | لم يكمل السباق          |
| 173                     | Robin Froidevaux ‏         | لم يكمل السباق          |
| 175                     | Petr Kelemen ‏             | لم يكمل السباق          |
| 176                     | ألكسندر كرايغر            | 43                      |
| 177                     | ماتيو ترينتين             | 15                      |

| Illes Balears Arabay Cycling ‏ IBA | Illes Balears Arabay Cycling ‏ IBA | Illes Balears Arabay Cycling ‏ IBA |
| --------------------------------- | --------------------------------- | --------------------------------- |
| م                                 | عداء                              | مرتبة                             |
| 181                               | Alex Molenaar ‏                    | لم يكمل السباق                    |
| 182                               | ESP                               | لم يكمل السباق                    |
| 183                               | Arnau Gilabert‏                    | لم يكمل السباق                    |
| 184                               | ESP                               | لم يكمل السباق                    |
| 185                               | Asier Pablo González‏              | لم يكمل السباق                    |
| 186                               | Pau Llaneras ‏                     | لم يكمل السباق                    |
| 187                               | José María García ‏                | 55                                |

## التصنيف العام النهائي
| التصنيف العام         | التصنيف العام     | التصنيف العام              | التصنيف العام | التصنيف العام |
| العداء                | العداء            | الفريق                     | الوقت         |               |
| --------------------- | ----------------- | -------------------------- | ------------- | ------------- |
| 1                     | بين أوكونور       | Decathlon-AG2R La Mondiale | 4 س 50 د 59 ث |               |
| 2                     | جان تراتنيك       | Team Visma \| Lease a Bike | + 58 ث        |               |
| 3                     | تيم فيلانز        | فريق الإمارات              | + 59 ث        |               |
| 4                     | ميكال كوياتكووسكي | Ineos Grenadiers           | + 1 د 27 ث    |               |
| 5                     | فالنتين مادواس    | Groupama-FDJ               | + 1 د 45 ث    |               |
| 6                     | سيرجيو هيغويتا    | بورا هانسغروه              | + 1 د 45 ث    |               |
| 7                     | Alessandro Covi ‏  | فريق الإمارات              | + 1 د 45 ث    |               |
| 8                     | Steff Cras ‏       | TotalEnergies              | + 1 د 45 ث    |               |
| 9                     | Mick van Dijke ‏   | Team Visma \| Lease a Bike | + 1 د 45 ث    |               |
| 10                    | جيانلوكا برامبيلا | Q36.5 Pro Cycling Team ‏    | + 1 د 45 ث    |               |
|                       |                   |                            |               |               |
| مصدر: ProCyclingStats |                   |                            |               |               |

## وصلات خارجية
- الموقع الرسمي
- لمحة عن سباق فولتا مورسيا 2024 على موقع  ProCyclingStats   (برو  سايكلنج  ستاتس) - إحصاءات  محترفي  الدراجات.
- فولتا مورسيا 2024 على موقع إحصائيات الدراجات الإحترافية (الإنجليزية)